# کوتا یامامورا
کوتا یامامورا (انگلیسی: Kota Yamamura) بازیکن والیبال اهل ژاپن، عضو تیم ملی والیبال ژاپن و باشگاه سانبردز است.
مدال طلا بازی‌های آسیایی ۲۰۱۰ و قهرمانی آسیا ۲۰۰۹ مانیل از مهمترین دست‌آوردهای او به شمار می‌رود. کوتا مدتی هم کاپیتان تیم ملی ژاپن بود.